# Forney (Teksas)
Forney je grad u američkoj saveznoj državi Teksas. Prema popisu stanovništva iz 2010. u njemu je živjelo 14.661 stanovnika.